# Emil Skamene
Emil Skamene (27. srpna 1941 Bučač – 3. října 2024) byl kanadský genetik a imunolog.
Pocházel z polské židovské rodiny ze západní Ukrajiny. Narodil se jako Emil Kleiner. Poté, co nacisté začali na obsazeném území zavádět rasové zákony, rozhodli se ho rodiče Benio a Gizela Kleinerovi zachránit a zaplatili českému Němci Josefu Steigerovi, údajně příslušníkovi Schutzstaffel, aby malého Emila propašoval v batohu vlakem do Prahy. Chlapec přežil válku díky tomu, že ho přijala rodina jeho tety na pražských Vinohradech. O svém původu se dozvěděl, až v osmdesátých letech, kdy jej kontaktovala žena jeho německého zachránce. Do té doby považoval rodinu své tety za svou biologickou.
V roce 1964 vystudoval medicínu na Univerzitě Karlově (byl jedním z žáků Milana Haška). V roce 1968 emigroval s celou rodinou do Německa a později se přestěhoval do Kanady, kde se stal profesorem na McGillově univerzitě v Montrealu. Za svoji výzkumnou činnost obdržel Prix Armand-Frappier a Národní řád Québecu. Režisérka Alena Činčerová o jeho životě natočila dokumentární film Identita ES.